# Циттель, Карл Альфред
Карл Альфред фон Циттель (нем. Karl Alfred von Zittel; 25 сентября 1839, Балинген, Великое герцогство Баден — 5 января 1904, Мюнхен) — немецкий геолог, палеонтолог и минералог. Иностранный член-корреспондент Санкт-Петербургской академии наук(1896).

## Биография
Родился 25 сентября 1839 года в Балингене.
Образование получил в Гейдельберге и Париже.
В 1863 году — профессор минералогии в Карлсруэ.
C 1866 года — профессор палеонтологии в Мюнхене и директор Палеонтологического музея.
Участвовал в экспедиции Рольфса в Ливийскую пустыню в 1873—1874 годах, автор отчётов.
Скончался 5 января 1904 года в Мюнхене.

## Главные труды
- «Paläontologische Studien über die Grenzschichten der Jura- und der Kreideformation» (в «Paläontologischen Mitteilungen aus dorn Museum des Königl. bayrischen Staats», Кассель, 1868—83, с атласом);
- «Geologischen Beobachtungen aus den Zentralappenninen» (в Beneckes «Geognostisch paläontologischen Beiträgen», Мюнхен, 1869);
- «Aus der Urzeit» (1871) (русский перевод: Первобытный мир. Очерки из истории мироздания / Пер. с нем. под ред. А. А. Иностранцева. СПб, 1873);
- «Briefe aus der Libyschen Wüste» (Мюнхен, 1875); IA
- несколько работ о строении и классификации ископаемых губок в «Abhandl. der bayr. Akademie der Wissenschaften» (1877 и 1878)
- «Handbuch der Paläontologie» (1876—93, 4-й том «Paläontologie» составлен Шимпером и Шенком);
- «Beiträge zur Geologie und Paläontologie der Libyschen Wüste» (Кассель, 1883 и след.)
- «Die Sahara» (1883)
- «Grundzüge der Paläontologie». (Мюнхен, (1895) (русский перевод: Основы палеонтологии (Палеозоология) / Пер. под ред. А. Н. Рябинина. Ленинград — Москва — Грозный — Новосибирск, 1934).

Циттель издавал журнал «Paläontographica» (до 1885 г. с Дункером, а позже один) и с 1879 г. — «Paläontologische Wandtafeln und Geologische Landschaften» (Кассель, 14 вып.).